# Willem Backereel
Willem Backereel spesso citato anche come Guiliam (Anversa, 1570 – Roma, 10 agosto 1626) è stato un pittore fiammingo del periodo barocco.

## Biografia
Secondo Arnold Houbraken, che trasse le informazioni dall'opera di Joachim von Sandrart, Teutsche Academie, Willem Backereel proveniva da una numerosa famiglia di pittori che aveva sempre due fratelli a Roma. Il fratello di Willem, Gillis Backereel, visse con lui a Roma, ma ritornò ad Anversa dove morì poco dopo. Entrambi i fratelli sono noti come paesaggisti.
Secondo RKD fu in Italia dal 1605 e studiò pittura con il fratello più anziano Gillis. I suoi abbozzi romani della Domus Flavia sono simili a quelli di Cornelis van Poelenburch, Jan Asselyn e Jacob de Heusch.